# UDF 2457
UDF 2457 — звезда в созвездии Печь. Находится на расстоянии 59 000 световых лет (18 килопарсек) от Земли. Относится к красным карликам и имеет видимую звёздную величину 25.
Диаметр галактики Млечный Путь составляет 100 000 световых лет, и Солнце находится на расстоянии 25 000 световых лет от галактического центра. Звезда UDF 2457 может быть одной из самых удалённых среди известных звёзд внутри галактического диска Млечного Пути.
Звезда открыта в ходе обзора неба «Hubble Ultra Deep Field», где оказалась самой далёкой из звёзд.